# Archidiocèse de Rouen
L'archidiocèse de Rouen (en latin : Archidioecesis Rothomagensis) est un archidiocèse métropolitain de l'Église catholique en France.
Érigé au IIIe siècle, le diocèse de Rouen est élevé au rang d'archidiocèse métropolitain au Ve siècle. C'est le siège primatial de Normandie, premier dans l'ordre de préséance dans la province de Normandie.
De 1801 à 1974, il couvre le département de la Seine-Inférieure devenu, en 1955, la Seine-Maritime. Depuis la création du diocèse du Havre, en 1974, il ne couvre plus qu'une partie de ce département : les deux arrondissements de Rouen et de Dieppe et vingt communes de celui du Havre.
Il a pour suffragants les diocèses de Bayeux, Coutances, Évreux et Séez ainsi que celui du Havre. La province ecclésiastique de Rouen correspond ainsi à peu près à l'ancienne province de Normandie et précisément à la région homonyme.
Entre 1790 et 1801, Rouen fut le siège épiscopal du diocèse (du département) de la Seine-Inférieure, un des quatre-vingt-trois diocèses de l'Église constitutionnelle créés par la Constitution civile du clergé.

## Historique
La région de Rouen fut christianisée à partir du IIIe siècle, vraisemblablement par des missionnaires de Lyon (Rouen et Lyon étant liées par des échanges commerciaux). La tradition veut que ce soit saint Nicaise qui évangélisa le Vexin au IIIe siècle et fut martyrisé avec ses compagnons sur les bords de l'Epte avant d'atteindre Rouen. Saint Mellon, qui était probablement un disciple de saint Nicaise, devint, vers 260, le premier évêque de Rouen.
C'est au concile d'Arles, en 314, qu'est mentionné avec certitude un évêque de Rouen, Avitanius. Mais la communauté chrétienne n'est guère connue qu'au temps de Victrice.
En 911, le diocèse de Rouen, avec ceux d'Évreux et de Lisieux, sont donnés par le roi de France Charles le Simple au viking Rollon, ce qui constituera l'amorce du duché de Normandie.

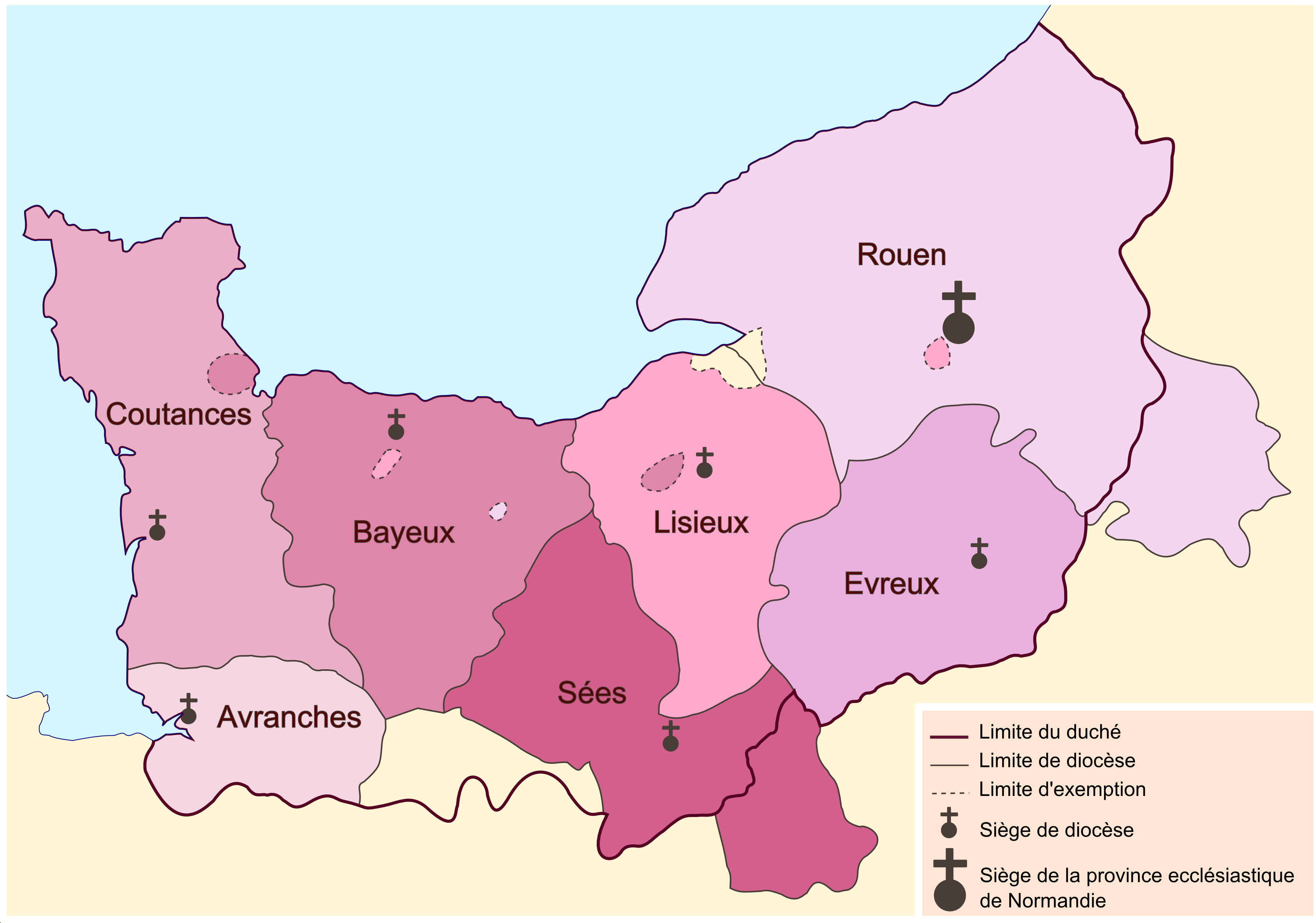
Anciennes limites de l'archidiocèse de Rouen.

En 1783, Rouen comptait 38 paroisses.

## Découpage administratif
Avant le Concordat de 1801, le diocèse est divisé en six archidiaconés : Rouen, Grand-Caux, Petit-Caux, Eu, Vexin normand, Vexin français.
Les six archidiaconés divisées en vingt-huit doyennés pour administrer 1 388 paroisses : Rouen, Pont-Audemer, Saint-Georges, Bourgtheroulde, Perriers, Ry, Pavilly, Cailly, Saint-Romain, Valmont, Fauville, Canville, Brachy, Bacqueville, Eu, Envermeu, Longueville, Neufchâtel, Foucarmont, Aumale, Gournay, Gisors, Gamaches, Baudemont, Magny, Chaumont, Pontoise, Meulan.
À Rouen, la cour ecclésiastique, métropolitaine et provinciale, instituée le 5 octobre 1335, comprenait dans son ressort les sept diocèses de la province, ainsi que celui de Québec au Canada.
Certaines paroisses de l'archidiocèse de Rouen ne faisaient partie d'aucun doyenné et ne relevaient pas de la juridiction ordinaire de l'archevêque de Rouen. Les sept exemptions du diocèse de Rouen étaient :
- l’exemption de Saint-Cande ;
- l'exemption de l’évêque de Dol, composé de quatre paroisses;
- l'exemption du chapitre de Rouen, composé de neuf paroisses[6] ;
- l'exemption du doyen de la cathédrale de Rouen, composé de deux paroisses[7] ;
- l'exemption de Montivilliers, composé de seize paroisses[8] ;
- l'exemption de l’abbaye de Fécamp ;
- l'exemption de Chaumont ;
- l'exemption du prieuré de Saint-Lô à Rouen.

En 1802, l'archidiocèse de Rouen est réduit. Le doyenné de Pontoise (Archidiaconé du Vexin français) est donné au diocèse de Versailles. Les doyennés de Pont-Audemer, Bourgtheroulde et une partie du doyenné de Perriers intègre le diocèse d'Évreux, tandis que plusieurs paroisses du doyenné d'Aumale sont annexées au diocèse de Beauvais.
Le 6 juillet 1974, la ville du Havre et son arrondissement sont détachés du diocèse et constituent le diocèse du Havre avec Michel Saudreau en tant que premier évêque et l'église Notre-Dame du Havre-de-Grâce, élevée au rang de cathédrale.
En 1995, Joseph Duval, alors archevêque de Rouen, lançait « Horizons 2005 », soit la fondation de nouvelles paroisses, regroupant les deux-cent-cinquante anciennes existantes.
Ainsi, les archidiaconés ont disparu. Les doyennés ont pris la place des anciennes archidiaconés, il y en a sept : Rouen Nord (neuf paroisses), Rouen Sud (six paroisses), Rouen Ouest (huit paroisses), Rouen Est (six paroisses), Pays de Caux (treize paroisses), Pays de Bray (sept paroisses), Dieppe (huit paroisses).

## Les archevêques de Rouen
L'archevêque de Rouen porte les titres honorifiques de primat de Normandie, ainsi que ceux de comte de Dieppe, Louviers, Aliermont et Douvrend, vicomte de Déville, baron de Fresne-l'Archevêque, seigneur de Gisors, Neaufles, Gaillon, Bouteilles, Cliponville, Envronville…

## Évêques originaires de l’archidiocèse de Rouen
- Dominique Lebrun, archevêque de Rouen.
- Christian Nourrichard, évêque émérite d'Évreux.
- Pascal Wintzer, archevêque de Sens et Auxerre.
- Alexandre Joly, évêque de Troyes.

## Monastères, couvents et communautés religieuses du diocèse
- Abbaye Saint-Wandrille de Fontenelle ; abbaye bénédictine de la congrégation de Solesmes.
- Abbaye de Valmont ; abbaye de moniales bénédictines.
- Prieuré Sainte-Claire ; bénédictins de la Congrégation Notre-Dame d'Espérance.
- Monastère de l'Immaculée Conception ; bénédictines du Saint Sacrement.
- Monastère Sainte-Marie de Thibermont ; Augustines.
- Sœurs de Saint-Joseph de Cluny.
- Sœurs de la Présentation de Marie.

### Congrégations de droit diocésain
- La congrégation des Sœurs de l'Enfant Jésus – Providence de Rouen, fondée en 1662.
- La congrégation des sœurs du Sacré-Cœur d'Ernemont, fondée en 1698. Depuis le 2 mars 2003, rattachée à la congrégation des sœurs de Saint-Joseph de Cluny.
- La congrégation Notre-Dame de Charité de Rouen, fondée en 1714.
- La congrégation des Sœurs du Sacré-Cœur de Jésus, fondée en 1818.
- La congrégation des Sœurs de la Compassion de Rouen, de 1844 à 2009, date à laquelle elle fusionne avec la congrégation des Sœurs de la Présentation de Marie.
- La congrégation des sœurs de la Miséricorde, fondée à Rouen en 1818, absorbée en 1961 par la congrégation de la Providence de Lisieux.

### Congrégations extérieures
- Ordre de la Visitation de Sainte-Marie présent à :
  - Rouen : premier monastère de la Visitation, fondé en 1631, fermé au début du XIXe siècle ;
  - Rouen : deuxième monastère de la Visitation, fondé en 1642, fermé en 1970.

### Abbayes de l'archidiocèse sous l'Ancien Régime

#### Abbayes d'hommes

##### Ordre des Bénédictins
- Abbaye Saint-Ouen de Rouen, abbaye bénédictine fondée par saint Filleul, évêque de Rouen au VIe siècle.
- Abbaye Sainte-Catherine du Mont à Rouen.
- Abbaye Saint-Martin d'Auchy à Aumale.
- Abbaye de la Sainte-Trinité de Fécamp.
- Abbaye Saint-Pierre de Jumièges, fondée en 631 par saint Philibert avec le concours de la reine sainte Bathilde.
- Abbaye du Bec Hellouin.
- Abbaye Saint-Martin de Pontoise.
- Abbaye Saint-Georges de Boscherville, fondée par Raoul de Tancarville pour une communauté de chanoines, au milieu du XIe siècle, donnée à des moines bénédictins en 1114.
- Abbaye Saint-Michel du Tréport, fondée par Robert Ier, comte d'Eu en 1053, et Béatrix de Falaise, sa femme.
- Abbaye Saint-Victor à Saint-Victor-l'Abbaye, fondée comme prieuré de l'abbaye de Saint-Ouen en 1051 par le prêtre Tormord pour recevoir des reliques de saint Victor de Marseille.
- Abbaye Saint-Wandrille de Fontenelle.
- Abbaye de Valmont.
- Abbaye Saint-Martin-et-Saint-Vulgain à Sigy-en-Bray.

##### Ordre de Cîteaux
- Abbaye de Beaubec, abbaye cistercienne de Beaubec-la-Rosière, première fille de Savigny, fondée sous le vocable de saint Laurent par Hugues II de Gournay en 1127. Agrégée à l'Ordre de Cîteaux en 1148. Son abbé était le cinquième chef de l'Ordre. Elle ne se releva jamais complètement d'un incendie, qui la détruisit et la ruina en 1383.
- Abbaye Saint-Jean-l'Évangéliste de Foucarmont, fondée en 1129 avec des moines de Savigny par Henri Ier, comte d'Eu, qui s'y fit moine. Cette abbaye eut beaucoup à souffrir des guerres, comme la précédente. Ses religieux s'agrégèrent à l'Étroite Observance au XVIIe siècle.
- Abbaye du Valasse, à Gruchet-le-Valasse, sous le vocable de Notre-Dame du Vœu, fondée en 1157 par l'impératrice Mathilde. Les Huguenots saccagèrent l'abbaye en 1561.
- Abbaye Notre-Dame de Mortemer.

##### Chanoines réguliers
- Abbaye Notre-Dame de Corneville, fondée en 1143 par Gilbert de Corneville, avec des religieux venus de l'abbaye de Saint-Vincent-au-Bois. Les Chanoines réformés de la congrégation de France, qui y entrèrent en 1659, eurent beaucoup de ruines à relever.
- Abbaye Notre-Dame d'Eu, fondée par  Guillaume Ier, comte d'Eu. Le comte Henri Ier soumit ses chanoines à la règle de saint Augustin (1119). Saint Laurent, archevêque de Dublin, qui y est mort (1181), est honoré comme patron depuis sa canonisation (1226). La magnifique église, commencée en 1186, remaniée après un incendie (1426-1475), conserve les tombeaux des comtes d'Eu. Les chanoines embrassèrent au XVIIe siècle la réforme de Sainte-Geneviève.

##### Ordre des Prémontrés
- Abbaye Notre-Dame de Bellozanne, à Brémontier-Merval, fondée en 1198 par Hugues de Gournay, très éprouvée par la guerre de Cent Ans, eut pour commendataires au XVIe siècle François Vatable, Jacques Amyot et Ronsard, fut restaurée vers 1680 par le prieur dom Blavette. Elle a été démolie pendant la Révolution.
- Abbaye Notre-Dame de l'Isle-Dieu, à Perruel, fondée par Reginald de Pavilly et Gilbert de Vascœuil, pour réunir des ermites, qui vivaient dans le voisinage (1187). Les prémontrés de Silly les formèrent à leurs observances.
- Abbaye Saint-Nicolas de Marcheroux, située à Beaumont-les-Nonains dans l'Oise, fondée autour d'une chapelle dédiée à saint Nicolas par Ulric, disciple de saint Norbert (1122), et transférée à Marcheroux vers 1145. Les religieux embrassèrent la réforme au XVIIe siècle.
- Abbaye Notre-Dame de Ressons, à Ressons-l'Abbaye, fondée par un seigneur d'Aumont en 1150 avec des religieux venus de Saint-Jean d'Amiens, agrégée à l'Étroite Observance en 1653.

#### Abbayes et prieurés de femmes

##### Bénédictines
- Abbaye Saint-Amand de Rouen.
- Abbaye Notre-Dame de Montivilliers fondée par saint Philibert (682), détruite par les Normands, restaurée par le duc Robert le Magnifique (1030), dont la tante Béatrix fut la première abbesse. Le nouveau monastère, richement doté, bénéficia d'une exemption, qui en faisait le centre de quinze paroisses.
- Abbaye de Pavilly fondée en 662 par saint Philibert, abbé de Jumièges.
- Prieuré Notre-Dame-des-Anges de Rouen fondé en 1651 et supprimé en 1792.

##### Cisterciennes
- Abbaye Sainte-Marie-Madeleine de Bival, à Nesle-Hodeng, fondée entre 1128 et 1154, par l'abbaye de Beaubec, soumise à la juridiction de l'archevêque, très éprouvée pendant les guerres du XVe et du XVIe siècle.
- Abbaye Saint-Denis de Bondeville, à Notre-Dame-de-Bondeville, fondée vers 1150 comme prieuré, enrichie par les archevêques et les princes, érigée en abbaye en 1667, incendiée en 1778 et reconstruite aussitôt après.
- Abbaye Notre-Dame de Fontaine-Guérard, à Radepont, fondée entre 1184 et 1190 par Robert aux Blanches-Mains, comte de Leycester, érigée en abbaye en 1253.
- Abbaye Notre-Dame de Gomerfontaine, à Trie-la-Ville, fondée vers 1207 par Hugues de Chaumont. Ruinée par la guerre de Cent Ans, l'abbaye fut réformée au début du XVIIe siècle.
- Abbaye royale Notre-Dame du Trésor, à Bus-Saint-Rémy, fondée en 1227 par Raoul du Bus, dotée largement par Saint Louis ; elle était sous la dépendance de l'abbé des Vaux de Cernay.
- Abbaye de Neufchâtel, fondée dans un ancien prieuré de Saint-Thomas avec des religieuses venues de Bival (1654), érigée en abbaye en 1725.
- Abbaye Sainte-Madeleine de Saint-Saëns.

## Abus sexuels
Pour un article plus général, voir Abus sexuels sur mineurs dans l'Église catholique en France.
En 2010, deux prêtres de l'archidiocèse de Rouen sont arrêtés pour agressions sexuelles sur mineur. En 2013, Jacques Gaimard est condamné à deux ans de prison avec sursis et Jean-Marie Lemercier à dix-huit mois de prison avec sursis,. En 2020, Bernard Lecoquierre est condamné à deux ans de prison avec sursis, pour avoir agressé sexuellement des enfants entre 2007 et 2016 essentiellement à Neuville-lès-Dieppe et Yerville.
Michel Santier démissionne en 2019 après des révélations, auprès de sa hiérarchie, d'« abus spirituels à des fins sexuelles » notamment dans le cadre de la confession commis dans les années 1990 auprès de deux jeunes adultes du diocèse de Coutances et Avranches qui dépend de l'archidiocèse de Rouen. L'Église catholique garde le silence sur cette affaire en 2019. Quand la presse la révèle au public en octobre 2022, cinq autres victimes potentielles se font connaitre, le procureur de la République est alors saisi,, .